# Peshastin
Peshastin az Amerikai Egyesült Államok északnyugati részén, Washington állam Chelan megyéjében elhelyezkedő önkormányzat nélküli település.
A régióban 1889-ben ásták ki a Peshastin-árkot, amely a Cashmere városa fölötti gyümölcsöskerteket látta el vízzel. Peshastint az 1890-es években alapította J. Q. Gilbert és A. C. Gilbert; a helység az 1901-es földmérési térképen már szerepelt. Ma Peshastinban általános iskola és könyvtár is működik.

## Éghajlat
| Hónap                         | Jan.  | Feb.  | Már.  | Ápr. | Máj. | Jún. | Júl. | Aug. | Szep. | Okt.  | Nov.  | Dec.  | Év    |
| ----------------------------- | ----- | ----- | ----- | ---- | ---- | ---- | ---- | ---- | ----- | ----- | ----- | ----- | ----- |
| Rekord max. hőmérséklet (°C)  | 17,8  | 17,8  | 26,1  | 33,3 | 38,3 | 40,6 | 43,3 | 41,7 | 40,0  | 32,8  | 23,3  | 16,7  | 43,3  |
| Átlagos max. hőmérséklet (°C) | 1,7   | 6,1   | 11,7  | 16,7 | 21,7 | 25,6 | 30,6 | 31,1 | 26,1  | 17,2  | 6,7   | 0,6   | 16,4  |
| Átlagos min. hőmérséklet (°C) | −6,7  | −5,6  | −2,2  | 1,1  | 5,0  | 8,9  | 11,1 | 10,6 | 6,1   | 1,1   | −2,2  | −6,7  | 1,7   |
| Rekord min. hőmérséklet (°C)  | −32,8 | −31,7 | −20,6 | −7,2 | −4,4 | −4,4 | 1,1  | 1,1  | −7,2  | −11,7 | −23,3 | −37,8 | −37,8 |
| Átl. csapadékmennyiség (mm)   | 114   | 69    | 53    | 28   | 27   | 27   | 10   | 12   | 17    | 53    | 114   | 114   | 638   |
| Forrás: The Weather Channel   |       |       |       |      |      |      |      |      |       |       |       |       |       |

## Fordítás
Ez a szócikk részben vagy egészben  a   Peshastin, Washington című angol Wikipédia-szócikk ezen változatának fordításán alapul.  Az eredeti cikk szerkesztőit annak laptörténete sorolja fel. Ez a jelzés csupán a megfogalmazás eredetét és a szerzői jogokat jelzi, nem szolgál a cikkben szereplő információk forrásmegjelöléseként.